# CRO Race
Tour of Croatia (pol. Dookoła Chorwacji, chorw. Kroz Hrvatsku) – wieloetapowy wyścig kolarski rozgrywany w Chorwacji. Od 2007 należy do cyklu UCI Europe Tour i ma kategorię 2.1. 
Wyścig odbył się po raz pierwszy w 1994 i organizowany jest co roku. W latach 2002–2006 oraz 2008–2014 wyścig nie odbywał się. 
W wyścigu startowali polscy kolarze. W 2007 dwa etapy wygrał Marcin Sapa i jeden Piotr Zaradny, w 2015 Maciej Paterski wygrał cały wyścig.

## Lista zwycięzców
| Rok                      | Pierwsze            | Drugie               | Trzecie             |
| ------------------------ | ------------------- | -------------------- | ------------------- |
| Edycje amatorskie        |                     |                      |                     |
| 1994                     | Veceslav Orel       |                      |                     |
| 1995                     | Iztok Melanšek      |                      |                     |
| 1996                     | Sandi Papež         |                      |                     |
| 1997                     | Andriej Mizurow     |                      |                     |
| 1998                     | Vladimir Miholjević | Bogdan Ravbar        | Robert Bartko       |
| 1999                     | Gregor Tekavec      | Hrvoje Bosnjak       | Joachim Ladler      |
| Edycje profesjonalne     |                     |                      |                     |
| 2000                     | Martin Derganc      | Igor Kranjec         | Vladimir Miholjević |
| 2001                     | Simone Mori         | Michael Rasmussen    | Hrvoje Miholjević   |
| 2002-2006 nie rozgrywano |                     |                      |                     |
| 2007                     | Radoslav Rogina     | Matej Stare          | Mitja Mahorič       |
| 2008-2014 nie rozgrywano |                     |                      |                     |
| 2015                     | Maciej Paterski     | Primož Roglič        | Sylwester Szmyd     |
| 2016                     | Matija Kvasina      | Jesper Hansen        | Víctor de la Parte  |
| 2017                     | Vincenzo Nibali     | Jaime Rosón          | Jan Hirt            |
| 2018                     | Kanstancin Siucou   | Pieter Weening       | Jewgienij Gidicz    |
| 2019                     | Adam Yates          | Davide Villella      | Víctor de la Parte  |
| 2021                     | Stephen Williams    | Markus Hoelgaard     | Mick van Dijke      |
| 2022                     | Matej Mohorič       | Jonas Vingegaard     | Oscar Onley         |
| 2023                     | Orluis Aular        | Alexander Kristoff   | Ethan Hayter        |
| 2024                     | Brandon McNulty     | Tobias Lund Andresen | Fred Wright         |
| 2025                     |                     |                      |                     |